# Mirza Nasir Ahmad
Hāfiz Mirza Nasir Ahmad (ourdou : مرزا ناصر احمد, né le 16 novembre 1909 – mort le 9 juin 1982) est le troisième calife (en) de l'ahmadisme (arabe : خليفة المسيح الثالث, khalīfatul masīh al-Thālith). Il a été élu le 8 novembre 1965, le lendemain de la mort de son père et prédécesseur Mirza Basheer-ud-Din Mahmood Ahmad.
Sous sa gouverne, il poursuit l'expansion du missionnariat entamé par son père, particulièrement en Afrique et en Europe. En 1974, il représente la communauté Ahmadiyya à l'assemblée nationale pakistanaise. Malgré son opposition, celle-ci déclare les Ahmadis comme non-musulmans (en). Cela mène à une augmentation de l'oppression gouvernementale envers cette communauté.
Il est le premier calife du mouvement à se rendre en Afrique et à encourager des actions médicales et éducatives en Afrique de l'Ouest. En 1980, Nasir Ahmad se rend en Espagne, où il fonde la mosquée Basharat (en) à Pedro Abad, qui sera inaugurée après sa mort en 1982,,.
Nasir Ahmad dirige également une compilation des écrits de Ghulam Ahmad dans un corpus de vingt-trois volumes intitulé Rūhānī Khazā᾽in (« trésors spirituels »). Ses propres paroles et discours sont compilés dans une série de dix volumes intitulée Malfūzāt (« mots dits »), alors que d'autres de ses travaux sont publiés dans trois livres sous le titre de Majmu'a Ishtihārāt,.

## Jeunesse et formation
Mirza Nasir Ahmad naît à Qadian (en), en Inde, le 16 novembre 1909. À l'âge de treize ans, sous la direction de son père Mirza Basheer-ud-Din Mahmood Ahmad, Nasir Ahmad récite de mémoire les 114 chapitres du Coran, ce qui en fait un Hafiz. Toujours à la suite de l'influence de son père, qui met beaucoup d'emphase sur son éducation religieuse, Nasir Ahmad est intégré à la Madrassa Ahmadiyya de Qadian, d'où il gradue avec distinction en juillet 1929. En 1934, il obtient un baccalauréat universitaire ès lettres du Government College (Lahore) (en).
Le 5 août 1934, Nasir Ahmad épouse Syeda Mansoora Begum, petite-fille de Mirza Ghulam Ahmad et fille aînée de Nawab Muhammad Ali Khan de Maler Kotla, Inde. Moins d'un mois après son mariage, Nasir Ahmad quitte l'Inde pour entamer des études en Angleterre.
Il y obtient une maîtrise universitaire ès lettres en Science politique, Philosophie et Économie du Balliol College de l'université d'Oxford.
De juillet à novembre 1938, il visite l'Égypte afin de développer sa maîtrise de l'arabe et pour rencontrer son frère Mirza Mubarik Ahmad afin d'évaluer le progrès de la communauté au Caire.

## Retour en Inde
En novembre 1938, Nasir Ahmad retourne à Qadian, où il devient professeur à Jamia Ahmadiyya (en), centre de formation théologique et missionnaire de l'ahmadisme. L'année suivante, il est nommé directeur, poste qu'il occupe pendant cinq and.
De mai 1944 à novembre 1965, il est directeur du Talim-ul-Islam College (en), d'abord à Qadian, puis, après la partition, à Rabwah, Pakistan.
Il fut remplacé au califat, à sa mort en 1982, par son frère cadet Mirza Tahir Ahmad.